# لوری باسانتا
لوری باسانتا (انگلیسی: Leury Basanta؛ زادهٔ ۷ آوریل ۱۹۹۳) بازیکن فوتبال اهل ونزوئلا است.
وی همچنین در تیم ملی فوتبال Venezuela بازی کرده‌است.